# نعمود
نعمود (بالإنجليزية: Na'amod) هي حركة يهودية بريطانية تسعى إلى إنهاء دعم المجتمع اليهودي البريطاني للاحتلال الإسرائيلي للضفة الغربية القدس الشرقية قطاع غزة. ويصرحون بأن هدفهم هو «العمل من أجل الحرية والمساواة والعدالة لجميع الفلسطينيين والإسرائيليين». الأعضاء نشطون في العديد من أجزاء البلاد بما في ذلك لندن، وبريستول، ومانشستر، وليستر، وليدز، ونيوكاسل، واسكتلندا. ويقدرون أن عددهم يزيد عن 600 عضو.

## التاريخ

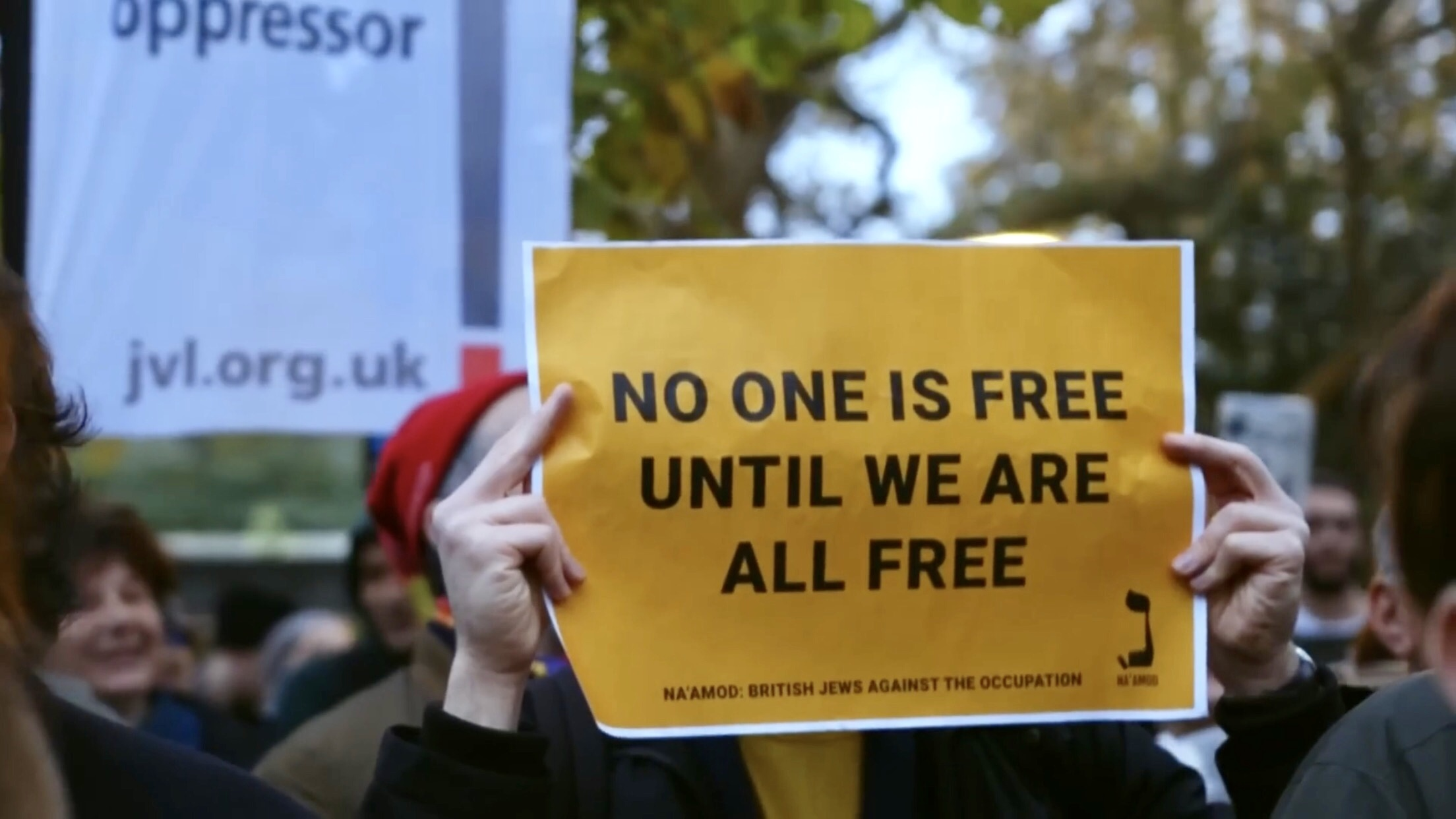
لافتة نعمود في لندن في نوفمبر 2023.

نعمود (بالعبرية נַעֲמֹד) تعني «سنقف» باللغة العبرية، وهي مأخوذة من الطقوس المستخدمة لدعوة اليهود إلى قراءة التوراة ‏ أثناء خدمات الكنيس. تأسست حركة «نعمود» في مايو/أيار 2018 ردًا على إطلاق جيش الدفاع الإسرائيلي النار على سكان غزة خلال احتجاجات حدود غزة في ذلك العام. احتجت مجموعة من 50 ناشطًا يهوديًا على إطلاق النار من خلال إقامة مراسم حداد في ساحة البرلمان، بما في ذلك تلاوة قداس الكاديش، وهي صلاة يهودية للموتى. كان هذا مثيرًا للجدل إلى حد كبير داخل المجتمع اليهودي، وأدى الانتقادات التي تلت ذلك إلى قيام بعض الناشطين الحاضرين بتأسيس ما سيصبح نعمود. وقد استلهموا أفكارهم من حركات مماثلة في أماكن أخرى، مثل حركة إن لم يكن الآن في الولايات المتحدة، التي كانت قد قرأت أيضًا قداس الحداد علنًا حدادًا على الفلسطينيين والإسرائيليين الذين قتلوا في الصراع بين إسرائيل وغزة عام 2014 خارج مكاتب مؤتمر رؤساء المنظمات اليهودية الأمريكية الكبرى ‏. كان أول تحرك لنعمود في مطار لوتون في يوليو 2018، حيث اقترب النشطاء من أعضاء رحلة نداء إسرائيل اليهودي الموحد – حق الولادة بمنشورات حول الروايات البديلة، لمواجهة ما يزعمون أنه إحاطات أحادية الجانب يتلقاها اليهود البريطانيون في جولات حق مكتسب في إسرائيل. علق رافي بلوم، الرئيس المشارك لجمعية أصدقاء إسرائيل في الشمال الغربي، قائلاً: «إن محاولتهم لتشويه سمعة نداء إسرائيل اليهودي الموحد هي ببساطة محاولة خبيثة».
في عام 2022، أفاد ديفيد كولير، وهو مدون بريطاني يهودي متخصص في معاداة السامية، أن نعمود عرضت المساعدة على بيت جريجسون، وهو ناشط يساري طُرد من كل من جي إم بي وحزب العمال بسبب إنكاره للهولوكوست، في ترتيب جولة محاضرات في المملكة المتحدة. في البداية، أصدرت حركة نعمود بيانًا عامًا يفيد بأن ادعاءات كولير لا أساس لها من الصحة، ووصفته بأنه «يميني متطرف» يشوه سمعة مجموعتهم بسبب دعمهم لحقوق الفلسطينيين. وعندما أصدرت شركة كولير رسائل إلكترونية أكدت الاتصالات بين نعمود وجريجسون، ذكرت المجموعة أنه في حين لم يسفر التحقيق الأولي عن أي دليل على وجود مثل هذه التفاعلات، فإنها ستجري مراجعة متابعة بشأن هذه المسألة. وفي النهاية، أكدت نعمود اتصالات جريجسون، مشيرةً إلى إن الشخص الذي لم يُذكر اسمه والذي أجرى هذه الاتصالات قد فُصل من صفوفه في «إجازة البستنة»، واعتذر لكولير بينما قدم تبرعًا صغيرًا لمنظمة سلام في المملكة المتحدة.
طوال حرب غزة، دعت نعمود إلى وقف إطلاق النار غير المحدود، وتبادل الرهائن الإسرائيليين والسجناء الفلسطينيين، وإنهاء الحصار المفروض على قطاع غزة.

## الهيكل والأنشطة
نعمود هي منظمة غير مركزية غير هرمية تتكون من ستة فرق تدير جوانب مختلفة من المنظمة. يتخذ الأعضاء القرارات بالإجماع، وتحدد الحركة السياسات في «الاجتماعات الكبرى» الفصلية والاجتماعات الاستراتيجية السنوية. وفي الأثناء، يجتمع فريق يسمى فريق قيادة الاستراتيجية للإشراف على الحركة وتوفير التوجيه الاستراتيجي. العضوية مقتصرة على أولئك الذين يعتبرون أنفسهم يهودًا.
وقد خاضت حركة نعمود حملة ضد خطط ضم الضفة الغربية، ومنظمة المحامين البريطانيين من أجل إسرائيل عندما استضافوا ممثلاً عن جماعة المستوطنين ريجافيم، وتعيين تسيبي حوتوفلي سفيرة لإسرائيل لدى المملكة المتحدة، والقصف الإسرائيلي لغزة في عام 2021 وعمليات الإخلاء في حي الشيخ جراح في القدس الشرقية.
منذ أكتوبر 2023، انخرطت حركة نعمود مع منظمات يهودية ذات مواقف مماثلة، مثل جوداس، ويهود من أجل العدالة للفلسطينيين، والصوت اليهودي لحزب العمال ‏، ومجموعة الاشتراكيين اليهود ‏ كجزء من احتجاجات حرب غزة في المملكة المتحدة. على الصعيد الدولي، عملت نعمود جنبًا إلى جنب مع منظمة إن لم يكن الآن ومنظمة اليهود من أجل العدالة العرقية والاقتصادية ‏.
شاركت حركة نعمود أيضًا في تنظيم المظاهرات خارج وزارة الخارجية والكومنولث والتنمية والانسحاب احتجاجًا على ظهور تسيبي حوتوفيلي في مهرجان ليمود عام 2024.

## الاستقبال
ترى أرييل أنجيل ‏، محررة مجلة تيارات يهودية ‏ الأمريكية، أن «نعمود» هي واحدة من بين عدد من المجموعات في الولايات المتحدة والمملكة المتحدة التي «حركت الحوار داخل المجتمع حول إسرائيل/فلسطين». في يناير 2022، ظهروا في فيلم وثائقي لهيئة الإذاعة البريطانية (BBC) حول معاداة السامية والمجتمع اليهودي.
وصفت صحيفة «جويش كرونيكل ‏» حركة «نعمود» بأنها «مجموعة يسارية متطرفة» و«مجموعة يهودية صغيرة مناهضة للاحتلال». ومع ذلك، وصف كيث كاهن هاريس ‏، عالم الاجتماع والمعلق على الشؤون اليهودية البريطانية، حركة نعمود بأنها تتمتع «بتأثير غير متناسب مع حجمها» على الناشطين «الذين يشاركون بعمق في الحياة اليهودية».

## وصلات خارجية
- الموقع الرسمي